# Freixinho
Freixinho is een plaats (freguesia) in de Portugese gemeente Sernancelhe en telt 152 inwoners (2001).